# Ngôi nhà La Mã ở Wrocław
Ngôi nhà La Mã ở Wrocław (tiếng Ba Lan: Domek Romański), Hoặc Ngôi nhà của các quý bà Trzebnica ở Wrocław (Ba Lan: Dom Panien Trzebnickich chúng tôi Wrocławiu), là một biệt thự theo phong cách Roman tại Plac Biskupa Nankiera (Square ĐGM Nankier) ở Wrocław. Chính xác hơn, đây là một tòa nhà theo kiến trúc Gô-tích sớm với các yếu tố La Mã có từ đầu thế kỷ 13 (được đề cập năm 1208), một phần được xây dựng lại sau Thế chiến II. Nó là trung tâm cho Xitô của Trzebnica, đó là lý do tại sao nó được gọi là Ngôi nhà của các quý bà của Trzebnica. Gần đó, dọc theo đường Kotlarska, là Nowe Jatki, một trung tâm mua sắm thời trung cổ thuộc tu viện.
Tòa nhà được dựng lên theo kế hoạch hình thang làm bằng gạch được đặt trong một sợi chỉ của người Wendish (hai bánh, còn được gọi là Slavonic). Các yếu tố La Mã của tòa nhà này, bao gồm các vòm ở phần trung tâm, được pha trộn với các chi tiết kiến trúc Gothic của các cửa sổ và vòm của các hầm. Trên mỗi hai tầng của tòa nhà ban đầu có ba phòng. Tòa nhà đã nhiều lần được xây dựng lại, và vẫn là tài sản của tu viện cho đến khi giải thể các tu viện vào năm 1810.
Trong Thế chiến II, địa điểm xung quanh Quảng trường của Giám mục Nankier đã bị hư hại. Trong cuộc cải tạo năm 1959, mảnh vỡ lịch sử của nền tảng kiến trúc lâu đời nhất của tòa nhà nằm dưới mặt đường được phát hiện. Từ năm 1966 đến 1969, địa điểm này được xây dựng lại một phần theo dự án của Henryk Dziurla. Trải qua tám thế kỷ, mức độ của các đường phố lân cận đã tăng lên chiều cao của tầng trên của tòa nhà, đó là lý do tại sao lối vào ngày nay là dưới mặt đất. Ở phần phía nam của tầng dưới có những mảnh vỡ của các thùng cũ, và ở tầng trên, các hầm chéo. 

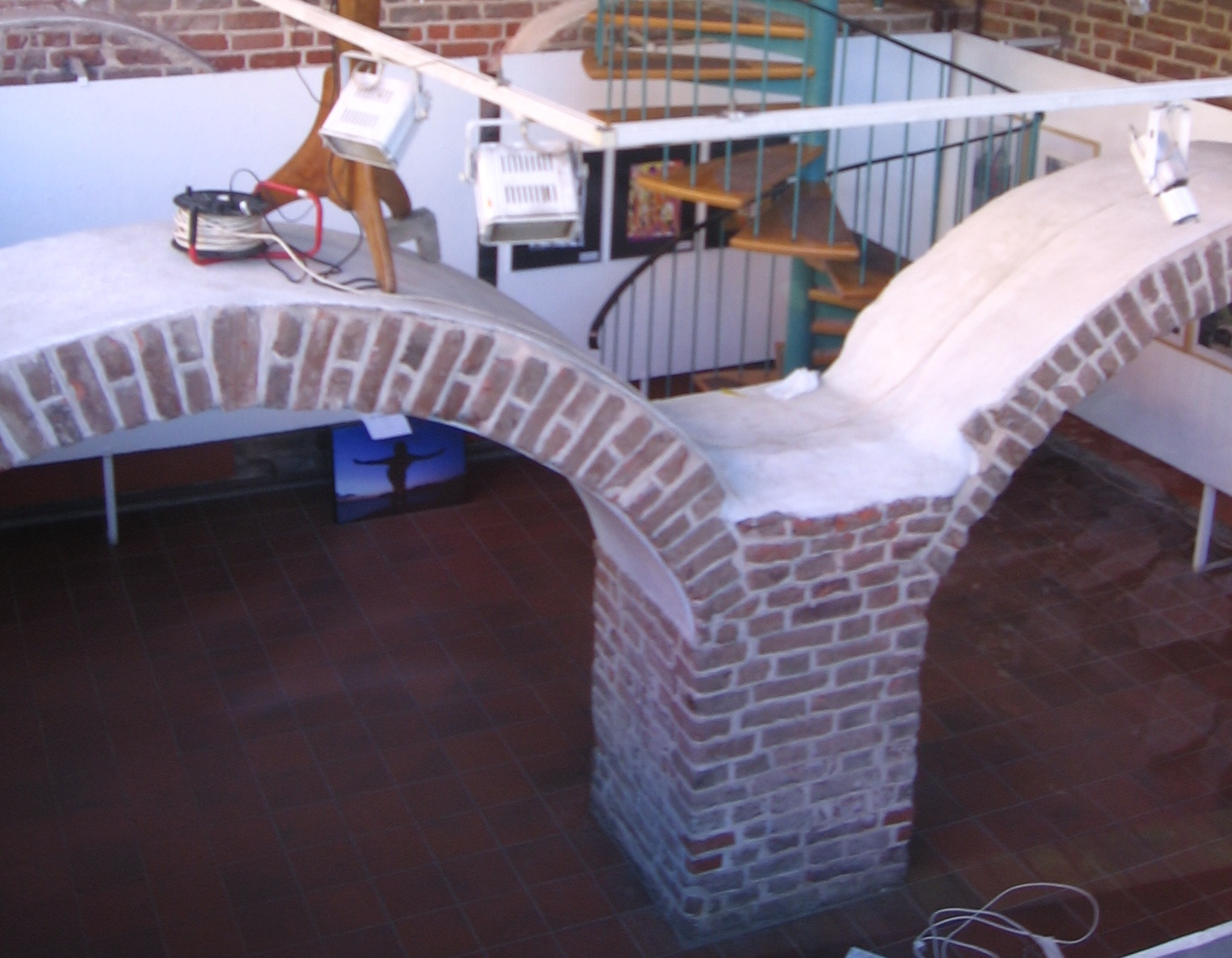
Tòa nhà được sử dụng làm phòng trưng bày

Trong quá trình tái thiết, trần nhà đã được gỡ bỏ một phần, nối các tầng trên và tầng dưới, và toàn bộ tòa nhà được phủ một mái;àm từ bê tông cốt thép đương đại. Phần trên mặt đất được tráng men từ bên ngoài. Nơi này sau đó đã được điều chỉnh cho nhu cầu là một phòng trưng bày nghệ thuật dưới sự bảo trợ của Trung tâm Nghệ thuật Văn hóa ở Wrocław (OKiS). Sau đó, phòng trưng bày đã được chuyển đổi thành Phòng trưng bày nghệ thuật Foto-Medium-Art và trở thành một trong những trung tâm Neo-avantgarde quan trọng nhất ở Ba Lan. Sau đó, nó đổi tên thành Trung tâm Nhiếp ảnh Lower Silesia, "Nhà Romanesque". Từ tháng 1 năm 2017, nó được gọi là Phòng trưng bày Foto-Gen . Vào tháng 4 năm 2017, một tấm bảng bằng đồng kỷ niệm sự thành lập của "Ngôi nhà của các quý bà của Trzebnica" Cistercian đã được đặt ở mặt tiền của tòa nhà và cái tên Dom Panien Trzebnickich (Ngôi nhà của các quý bà của Trzebnica) đã chính thức trở lại.
Phòng trưng bày Foto-Gen chuyên trưng bày các tác phẩm nhiếp ảnh và phương tiện truyền thông mới. Có các triển lãm thường xuyên cho gia đình  và các nghệ sĩ quốc tế, thuyết trình cũng như các bài giảng được tổ chức ở đó. Phóng sự truyền thông từ các sự kiện này có thể được xem trên kênh video của Trung tâm Văn hóa Nghệ thuật trong Wrocław (OKiS), phương tiện truyền thông địa phương và toàn quốc.